# Aermacchi
Aermacchi je bilo italijansko letalsko podjetje. V preteklosti se je imenovalo Aeronautica Macchi. Podjetje je ustanovil Giulio Macchi v kraju Varese v severnozahodni Lombardiji leta 1912. Tovarna je bila zgrajena na obali jezera Varese. Njeni prvi produktiso bili hidroplani.
Po 2. Svetovni vojni je podjetje začelo proizvajati motocikle, zaradi potrebe bo efektivnem in pocei prevoznem sredstvu. Leta 1960 je ameriški Harley-Davidson kupil 50% delež motociklične divzije. Ostali delež so prodali podjetju AMF-Harley Davidson leta 1974, proizvodnja motociklov se je nadaljevala. Pozneje, 1978 je ta oddelek kupila Cagiva.
Podjetje se je specializiralo za civilna in vojaška trenažerna letal. Julija 2013 se je Aermacchi združil v skupino Finmeccanica kot Alenia Aermacchi.

## Vojaški trenažerji
Načrtovanje in izdelava vojaških trenažernih letal je bilo že od začetka najpomembnejši del  Alenia Aermacchi
Proizvodi: 
- SF-260, batni ali turbopropelerski trenažer
- MB-326, turboventilatorski trenažer in lahko jurišno letalo
- M-311, osnovni turboventilatorski trenažer
- MB-339CD, zahtevnejši bolj sposobni trenažer
- M-346, trenažer nove generacije

## Sodelovanje v vojaških projektih
Alenia Aermacchi je sodelovala v veliko projektih
- AMX program:

Alenia Aermacchi sodeluje v AMX programu skupaj z brazilskim Embraerjem. Alenia Aermacchi  razvija in proizvaja sprednje in zadnje dele trupa, nekaj avionike in druge opreme
- Panavia Tornado program:

Alenia Aermacchi je razvilo in proizvajalo dele letala Tornado, imelo je 5% delež v celotnem programu
- Eurofighter program:

Alenia Aermacchi ima 4% Delež v programu 
- Alenia C-27J program:

Po sodelovanju v G-222 programu, se je nadaljevalo v nadgrajeni bolj sposobni verziji C-27J

## Civilni programi
Od 1990ih je Alenia Aermacchi razvijala ohišja motorjev, vstopnike, obračalnike potiska in druge dele pri motorjih civilnih letal. 

## Letala Aermacchi

### 1. Svetovna vojna
- Macchi L.1 - izvidniški vodno letalo
- Macchi L.2 - Dvokrilni hidroplan
- Macchi M.3 - Dvokrilni hidroplan  (1916)
- Macchi M.5 - lovski hidroplan (1917)
- Macchi M.6 - lovski hidroplan (prototip) (1917)
- Macchi M.7 - lovski hidroplan (1918)
- Macchi M.8 - izvidniški/bombniški hidroplan (1917)
- Macchi M.9 - bombniški hidroplan (1918)
- Macchi M.12 - bombniški hidroplan (1918)
- Macchi M.14 - (1918)

### Medvojno obdobje
- Macchi M.7bis - tekmovalno vodno letalo za Schneider Trophy (1920)
- Macchi M.15 - izvidniško, bombniško in trenažerno letalo (1922)
- Macchi M.16 - športno letalo (1919)
- Macchi M.17bis - Tekmovalno dovno letalo za Schneider Trophy (1922)
- Macchi M.18 - potniško, bombniško in izvidniško letalo
- Macchi M.19 - tekmovalno dovno letalo za Schneider Trophy (1920)
- Macchi M7ter - lovski hidroplan (1923),
- Macchi M.24 - bombniški hidroplan  (1924)
- Macchi M.26 - prototip bombniškega hidroplana (1924)
- Macchi M.33 - tekmovalno vodno letalo za Schneider Trophy (1925)
- Macchi M.39 - tekmovalno vodno letalo za Schneider Trophy (1926)
- Macchi M.40 - izvidniško vodno letalo (1928)
- Macchi M.41 - lovski hidroplan (1927)
- Macchi M.52 - tekmovalno vodno letalo za Schneider Trophy (1927)
- Macchi M.52R - tekmovalno vodno letalo za Schneider Trophy(1929)
- Macchi M.53 - izvidniško vodno letalo (1929)
- Macchi M.67 - tekmovalno vodno letalo za Schneider Trophy (1929)
- Macchi M.70 - Lahki dvokrilnik (vodni/kopenski) (ca. 1929)
- Macchi M.71 - lovski hidroplan (1930)
- Macchi M.C.72 - tekmovalno vodno letalo za Schneider Trophy (1931)
- Macchi M.C.94 - potniški hidroplan (1935)
- Macchi M.C.100 - potniški hidroplan (1939)
- Macchi M.C.200 Saetta - lovec (1939)

### 2. Svetovna vojna
- Macchi M.C.202 Folgore - lovec (1941)
- Macchi M.C.205 Veltro - Lovec (1942)

### Po 2. Svetovni vojni
- Macchi M.B.308 - (1948)
- Macchi M.B.320 - (1949)
- Macchi M.B.323 - trenažer (1952)
- Aermacchi MB-326 - lahko jurišno letalo in trenažer (1957)
- Aermacchi AL-60 -  (1959)
- Aermacchi SF.260 - aerobatsko letalo in trenažer (1964)
- Aermacchi MB-335 -
- Aermacchi AM.3 - (1967)
- Aermacchi MB-338 - trenažer (v zgodnjih 1970ih)
- Aermacchi MB-340 - lahko jurišno letalo (v zgodnjih 1970ih)
- Aermacchi MB-339 - trenažer (1976)
- Aermacchi S-211 - trenažer (1981)
- Aermacchi M-290 RediGO - trenažer (1985)
- Alenia Aermacchi M-346 Master - trenažer (2004)
- Alenia Aermacchi M-311 - trenažer (2005)